# 테레자 케른들로바
테레자 케른들로바(Tereza Kerndlová, 1986년 10월 6일 ~ )는 체코의 가수이다. 유로비전 송 콘테스트 2008에서 체코 대표로 참가했다. 2005년 트리오 분리 이후 솔로 활동을 시작했고 Orchidej 음반을 냈다.

## 정규 앨범
- Orchidej (2006)
- Have Some Fun (2007)
- Retro (2008)
- Schody z nebe (2011)
- Singles Collection (2013)